# Radewell/Osendorf
Radewell/Osendorf ist ein nördlich der Weißen Elster gelegenes Stadtviertel des Stadtteils Ammendorf im Stadtbezirk Süd von Halle (Saale) in Sachsen-Anhalt. Es umfasst die nach Halle eingemeindeten Dörfer Osendorf, Burg und Radewell. Ältestes erhaltenes Bauwerk ist die Kirche St. Wenzel in Radewell.

## Geschichte
Radewell und Osendorf gehörten zum Amt Giebichenstein im Saalkreis des Erzstifts Magdeburg. 1680 kamen sie mit dem Saalkreis zum Herzogtum Magdeburg unter brandenburg-preußischer Herrschaft. 
Mit dem Frieden von Tilsit wurden Radewell und Osendorf im Jahr 1807 dem Königreich Westphalen angegliedert und dem Distrikt Halle im Departement der Saale zugeordnet. Die Orte kamen zum Kanton Glaucha. Nach der Niederlage Napoleons und dem Ende des Königreichs Westphalen befreiten die verbündeten Gegner Napoleons Anfang Oktober 1813 den Saalkreis. Bei der politischen Neuordnung nach dem Wiener Kongress 1815 wurden Radewell und Osendorf im Jahr 1816 dem Regierungsbezirk Merseburg der preußischen Provinz Sachsen angeschlossen und dem Saalkreis zugeordnet.
1901 wurde in Radewell eine römisch-katholische Kirche eingeweiht, die heute armenisch-apostolisch ist. 1920 wurden Radewell und Osendorf nach Ammendorf und mit diesem am 1. Juli 1950 nach Halle (Saale) eingemeindet. Die Braunkohlegruben in der Umgebung von Radewell und Osendorf zählten zum Ammendorfer Revier.

## Sehenswürdigkeiten

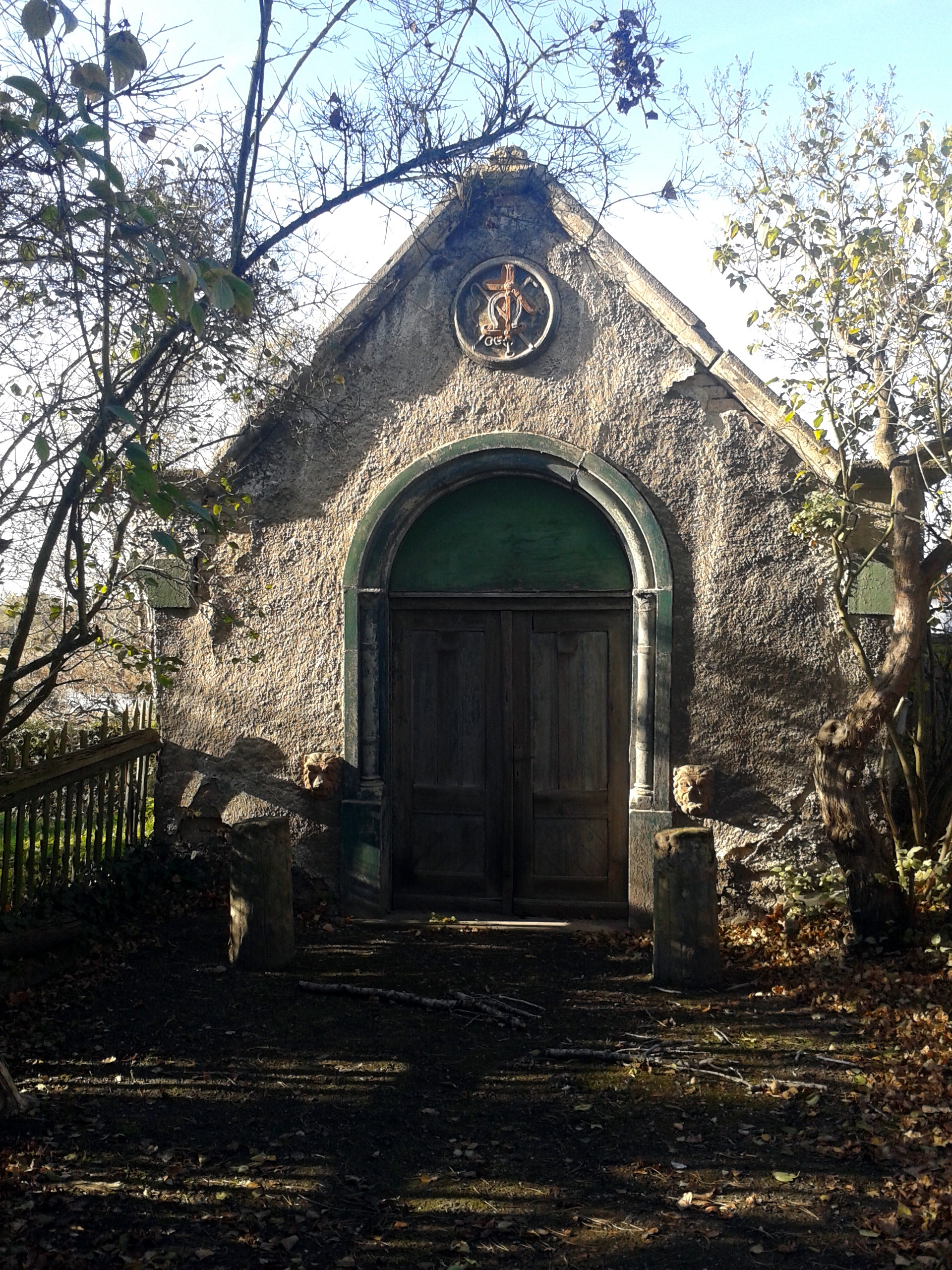
Zigeunermausoleum in Osendorf

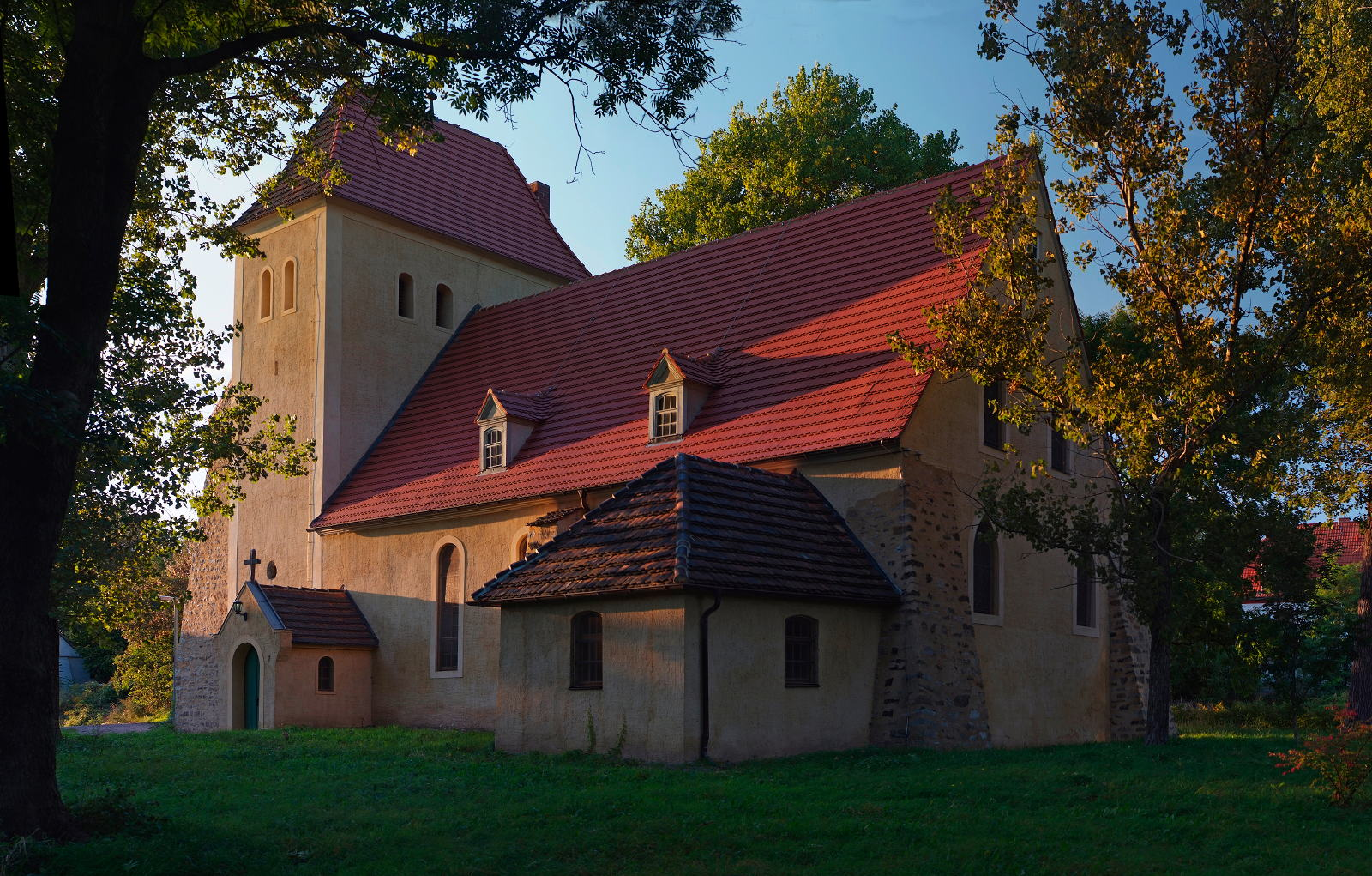
Kirche St. Wenzel in Radewell

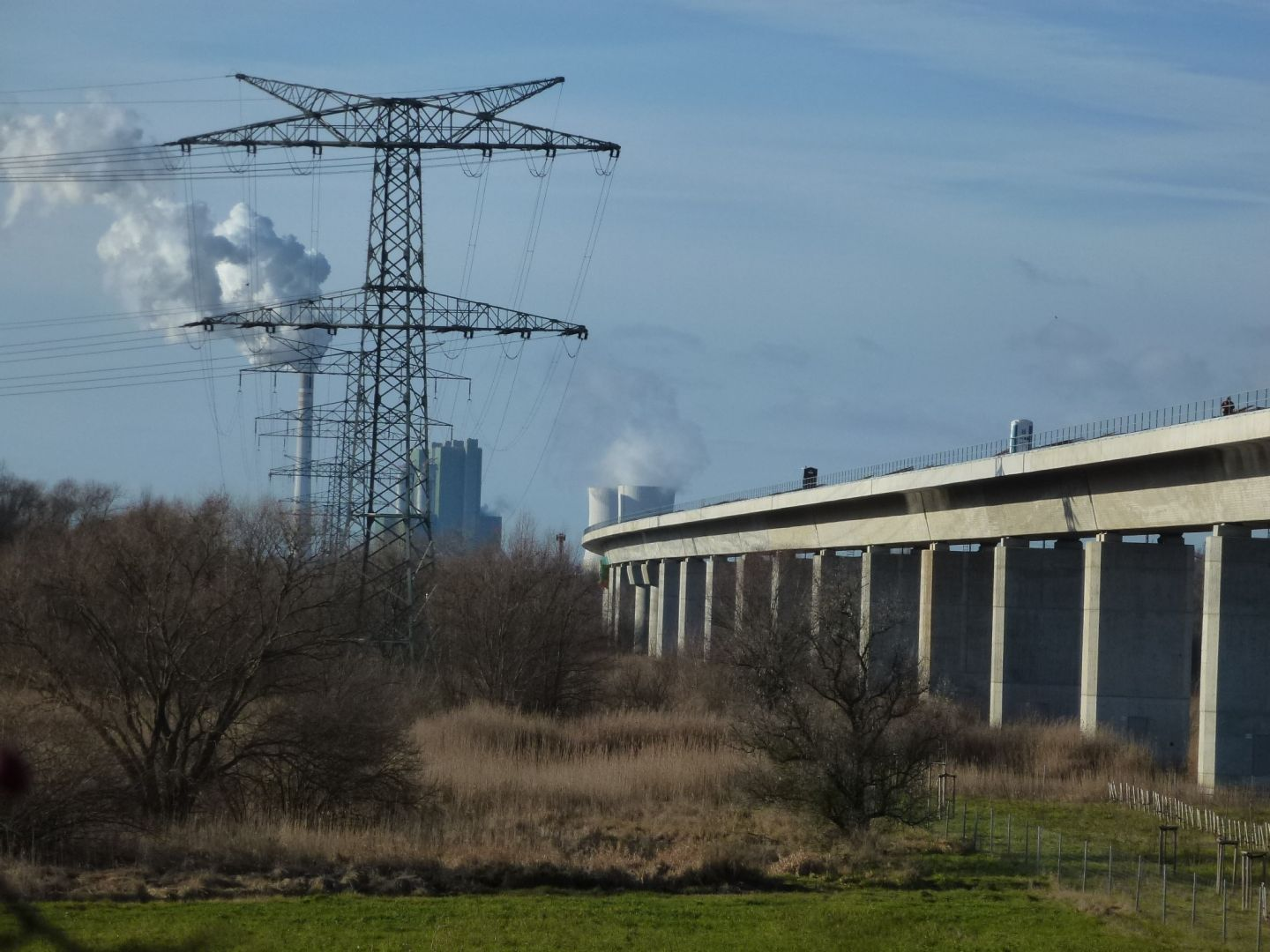
Saale-Elster-Talbrücke südlich von Osendorf

Grabmal des 1915 in Osendorf gestorbenen österreichischen Sinto Josef Weinlich, genannt Nauni, auf dem Gelände des ehemaligen Osendorfer Friedhofes. Es handelt sich um eine kleine denkmalgeschützte Kapelle, früher genannt Zigeunermausoleum. Seit  2023 kümmern sich verschiedene Initiativen und auch die Stadt Halle  um das „Sinti-Mausoleum“.
Die evangelische Kirche St. Wenzel in Radewell geht auf das 12. Jahrhundert zurück. Sie weist romanische und gotische Bauelemente auf und hat einen Altar aus dem Jahr 1710.
Als Bergbaufolgelandschaft entstand aus einem Tagebaurestloch der Osendorfer See, auf welchem sich eine Trainings- und Regattastrecke für den Kanusport befindet.
Die Saale-Elster-Talbrücke ist eine Eisenbahnbrücke der Neubaustrecke Erfurt–Leipzig/Halle, die die Weiße Elster in der Saale-Elster-Aue südlich von Osendorf ca. 5 km vor der Mündung in die Saale überspannt. Sie wurde zwischen 2006 und 2013 gebaut und ist mit einer Gesamtlänge von 8614 m das längste Brückenbauwerk Deutschlands und die längste Fernbahnbrücke Europas. Als Besonderheit besteht eine Streckenverzweigung auf der Brückenkonstruktion.